# Конате, Мори
Мори Конате (англ. Mory Konaté; род. 15 ноября 1993, Конакри) — гвинейский футболист, полузащитник клуба «Мехелен» и сборной Гвинеи.

## Клубная карьера
Конате начал профессиональную карьеру в немецком клубе «Альфтер». В 2017 году игрок покинул команду и выступал за «Эрндтебрюкк» и дублёров дортмундской «Боруссии». В 2019 году Конате перешёл в бельгийский «Сент-Трюйден». 8 февраля 2020 года в матче против «Эйпена» он дебютировал в Жюпиле лиге. В этом же поединке Мори забил свой первый гол за «Сент-Трюйден». В 2023 году Конате перешёл в «Мехелен». 26 августа в матче против «Вестерло» он дебютировал за новую команду.  

## Международная карьера
3 января 2022 года в товарищеском матче против сборной Руанды Конате дебютировал за сборную Гвинеи. В 2022 году Мори принял участие в Кубке Африки 2021 в Камеруне. На турнире он сыграл в матче против команды Сенегала.